# Ögmundur Kristinsson
Ögmundur Kristinsson (* 19. června 1989) je islandský fotbalový brankář a reprezentant, který v současnosti působí ve švédském klubu Hammarby IF (k červnu 2016).

## Klubová kariéra
- Fram Reykjavík (mládež)
- Fram Reykjavík 2006–2014
- Randers FC 2014–2015
- Hammarby IF 2015–

## Reprezentační kariéra
Kristinsson hrál za islandské mládežnické reprezentační výběry U19 a U21.
V A-mužstvu Islandu debutoval 4. 6. 2014 v přátelském utkání v Reykjavíku proti reprezentaci Estonska (výhra Islandu 1:0). Zúčastnil se kvalifikace na EURO 2016 ve Francii, z níž se islandský národní tým poprvé v historii probojoval na evropský šampionát. Dvojice trenérů islandského národního týmu Lars Lagerbäck a Heimir Hallgrímsson jej zařadila do závěrečné 23členné nominace na EURO 2016 ve Francii. Na evropském šampionátu se islandské mužstvo probojovalo až do čtvrtfinále, kde podlehlo Francii 2:5 a na turnaji skončilo. Kristinsson byl náhradním brankářem, jedničkou mezi tyčemi byl Hannes Þór Halldórsson.